# Zazafotsy
Zazafotsy est une ville et une commune rurale (Kaominina) située dans la région d'Ihorombe (province de Fianarantsoa), dans le sud de Madagascar.

## Géographie
Zazafotsy se situe aux abords de la Route Nationale No. 7 Fianarantsoa-Ihosy-Tuléar à 36 km d'Ihosy et 124 km d'Ambalavao.

## Population et société

### Démographie
La population est estimée à environ 10 000.

## Économie
Les ressources agricoles sont les rizières, les arachides et le manioc.